# 小行星9321
小行星9321（9321 Alexkonopliv）是一颗绕太阳运转的小行星，为主小行星带小行星。该小行星于1989年1月19日发现。

## 轨道参数
小行星9321的轨道半长轴为464 829 939 km，3.1071520 UA，离心率为0.261。